# Zion Luts
Zion Luts (Kermt) is een Vlaamse (musical)acteur. Hij is vooral bekend als Sem De Bruyn in de jeugdreeks #LikeMe. In 2018 en 2019 was hij lid van 'CoolKids'. Hij heeft ook in de band factor 4 gespeeld die één liedje hebben genaamd 'Smeerweer'. Daarnaast had Zion ook een klein rolletje in Ghost Rockers daarin speelde hij Samuel: het neefje van Brandon.

## Televisieseries
- Ketnet Musical - Kadanza Together (programma) - zichzelf (2015-2016)
- Ghost Rockers - Samuel Ruben Kent (2017)[3]
- #LikeMe - Sem De Bruyn (2025-)[4]

## Films
- Bittersweet Sixteen - Tymen (2021)
- Het geheugenspel (film) - jonge Luca (2023)
- Vloglab the movie-Nathan (2023)

## Musicals
- Kadanza Together (2016) - ensemble
- Ridders van de Ronde Keukentafel (2017)[5] - ensemble
- 13 (2018-2019)[6] - Evan
- June Foster (2020)[7] - Noah
- If I Fall (2023)[8] - Justin